# Liste der Kulturdenkmale im Wartburgkreis

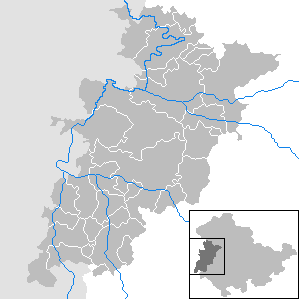
Aufteilung des Landkreises in einzelne Gemeinden

Wappen des Landkreises

Die Liste der Kulturdenkmale im Wartburgkreis listet die Kulturdenkmale im Wartburgkreis in Thüringen auf. Die Gliederung wurde in Teillisten nach den Städten und Gemeinden vorgenommen. Die Angaben in den einzelnen Listen ersetzen nicht die rechtsverbindliche Auskunft des Thüringischen Landesamt für Denkmalpflege und Archäologie.

## Aufteilung
Wegen der großen Anzahl von Kulturdenkmalen im Wartburgkreis ist diese Liste in Teillisten nach den Städten und Gemeinden aufgeteilt.
| Stadt/Gemeinde      | Karte | Kulturdenkmale                        | Bild eines Denkmals |
| ------------------- | ----- | ------------------------------------- | ------------------- |
| Amt Creuzburg       |       | Kulturdenkmale in Amt Creuzburg       |                     |
| Bad Liebenstein     |       | Kulturdenkmale in Bad Liebenstein     |                     |
| Bad Salzungen       |       | Kulturdenkmale in Bad Salzungen       |                     |
| Barchfeld-Immelborn |       | Kulturdenkmale in Barchfeld-Immelborn |                     |
| Berka v. d. Hainich |       | Kulturdenkmale in Berka v. d. Hainich |                     |
| Bischofroda         |       | Kulturdenkmale in Bischofroda         |                     |
| Buttlar             |       | Kulturdenkmale in Buttlar             |                     |
| Dermbach            |       | Kulturdenkmale in Dermbach            |                     |
| Eisenach            |       | Kulturdenkmale in Eisenach            |                     |
| Empfertshausen      |       | Kulturdenkmale in Empfertshausen      |                     |
| Geisa               |       | Kulturdenkmale in Geisa               |                     |
| Gerstengrund        |       | Kulturdenkmale in Gerstengrund        |                     |
| Gerstungen          |       | Kulturdenkmale in Gerstungen          |                     |
| Hörselberg-Hainich  |       | Kulturdenkmale in Hörselberg-Hainich  |                     |
| Krauthausen         |       | Kulturdenkmale in Krauthausen         |                     |
| Krayenberggemeinde  |       | Kulturdenkmale in Krayenberggemeinde  |                     |
| Lauterbach          |       | Kulturdenkmale in Lauterbach          |                     |
| Leimbach            |       | Kulturdenkmale in Leimbach            |                     |
| Nazza               |       | Kulturdenkmale in Nazza               |                     |
| Oechsen             |       | Kulturdenkmale in Oechsen             |                     |
| Ruhla               |       | Kulturdenkmale in Ruhla               |                     |
| Schleid             |       | Kulturdenkmale in Schleid             |                     |
| Seebach             |       | Kulturdenkmale in Seebach             |                     |
| Treffurt            |       | Kulturdenkmale in Treffurt            |                     |
| Unterbreizbach      |       | Kulturdenkmale in Unterbreizbach      |                     |
| Vacha               |       | Kulturdenkmale in Vacha               |                     |
| Weilar              |       | Kulturdenkmale in Weilar              |                     |
| Werra-Suhl-Tal      |       | Kulturdenkmale in Werra-Suhl-Tal      |                     |
| Wiesenthal          |       | Kulturdenkmale in Wiesenthal          |                     |
| Wutha-Farnroda      |       | Kulturdenkmale in Wutha-Farnroda      |                     |